# Sijekovac
Sijekovac (cyr. Сијековац) – wieś w Bośni i Hercegowinie, w Republice Serbskiej, w gminie Brod. W 2013 roku liczyła 455 mieszkańców.